# Rappu Falls
Rappu Falls ist ein Wasserfall am Essequibo in Guyana im Gebiet von Upper Takutu-Upper Essequibo, ca. 17 km nördlich des Zusammenflusses mit dem Rupununi River.

## Geographie
Der Wasserfall liegt zusammen mit weiteren Katarakten und Stromschnellen in einem Gebiet, welches die Schwelle zwischen Unterlauf und Oberlauf des Flusses markiert und welche ein Weiterkommen auf dem Fluss in diesem Gebiet sehr schwierig macht. Der Fluss bildet mehrere Teilungsläufe, die nach Norden verlaufen und mehrere Stromschnellen und Stufen bilden.
Weitere Wasserfälle und Stromschnellen in diesem Gebiet sind King William IV Falls, Ackramukra und Murray’s Cataract.

## Name
Der Wasserfall ist nach einer bestimmten Art Bambus benannt, welche an der Stelle wächst. Der Bambus wird von den Stämmen der Wapishana und Macushi zur Herstellung von Pfeilen und Lanzen benutzt. Das Holz hat auch die Eigenschaft, getroffene Tiere zu betäuben.